# 吉泰拉莱班
吉泰拉莱班（法語：Guitera-les-Bains，法語發音：[ɡɥiteʁa le bɛ̃]）是法国南科西嘉省的一个市镇，属于阿雅克肖区。

## 地理
吉泰拉莱班（41°54'50"N, 9°5'12"E）面积14.75 平方千米，位于法国南科西嘉省，该省份位于科西嘉南部，后者为地中海西部的一座岛屿，也是法国的一个单一领土集体，位于法国大陆部分的东南面，意大利半島的西面，最临近的地块是撒丁岛。
与吉泰拉莱班接壤的市镇（或旧市镇、城区）包括：巴斯泰利卡、科拉诺、弗拉塞托、塔索、泽瓦科、齐卡沃。
吉泰拉莱班的时区为UTC+01:00、UTC+02:00（夏令时）。

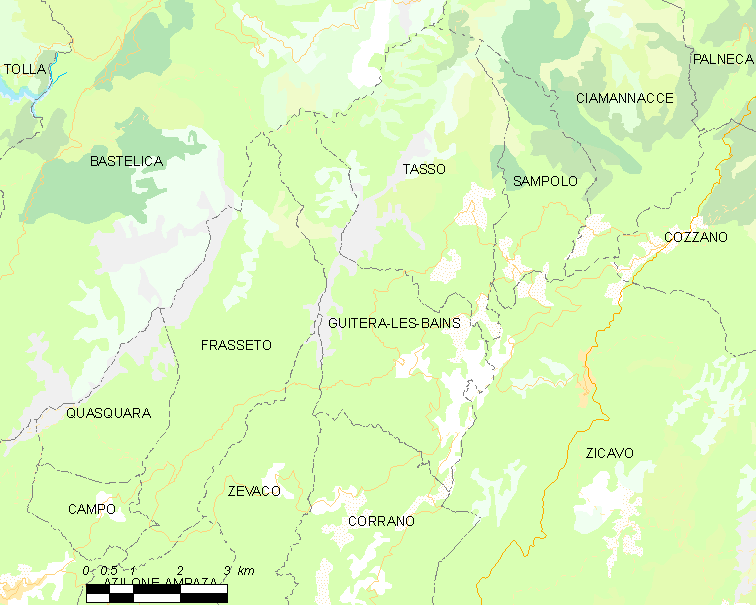
吉泰拉莱班的OSM定位图

## 行政
吉泰拉莱班的邮政编码为20153，INSEE市镇编码为2A133。

## 政治
吉泰拉莱班所属的省级选区为塔拉沃-奥尔纳诺县。

## 人口

1962-2008年间吉泰拉莱班人口变化图示

吉泰拉莱班于2022年1月1日时的人口数量为157人。